# Dignonville
Dignonville ist eine französische Gemeinde mit 207 Einwohnern (Stand 1. Januar 2022) im Département Vosges in der Region Grand Est (bis 2015 Lothringen). Sie gehört zum Arrondissement Épinal, zum Kanton Épinal-2 und zum Gemeindeverband Agglomération d’Épinal.

## Geografie

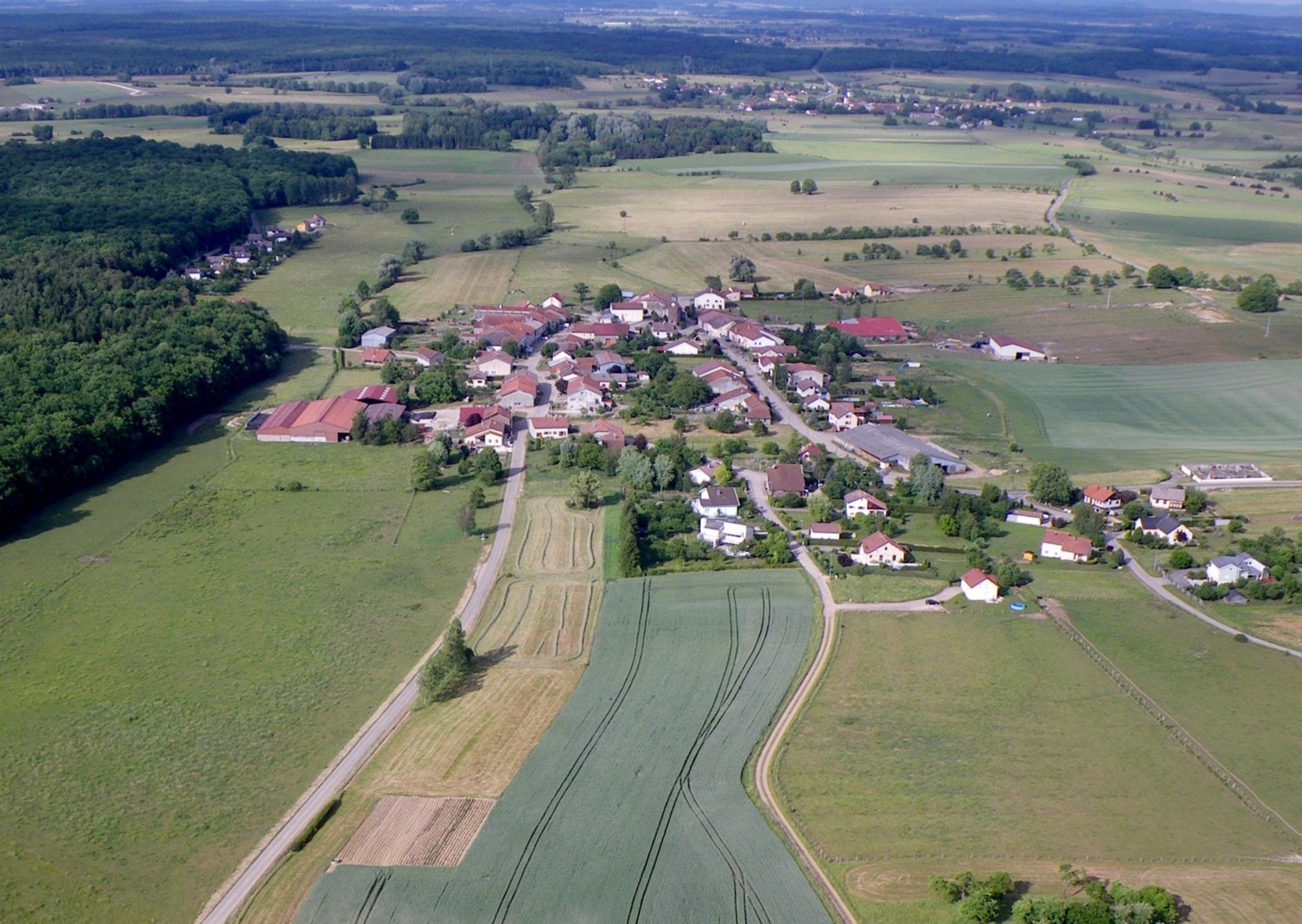
Dignonville

Die Gemeinde Dignonville liegt etwa drei Kilometer nordöstlich von Épinal. Nachbargemeinden sind Villoncourt im Nordosten, Sercœur im Osten, Longchamp im Südosten, Jeuxey im Süden, Dogneville im Südwesten, Girmont im Westen und Bayecourt im Nordwesten.

## Geschichte
Der Ort wurde im 11. Jahrhundert Dinovilla bezeichnet, weitere Namen waren  Denovelle (1336), Daigneville (1393) und Degnonville (1494).

### Bevölkerungsentwicklung
| Jahr      | 1962 | 1968 | 1975 | 1982 | 1990 | 1999 | 2006 | 2019 |
| Einwohner | 123  | 120  | 113  | 174  | 179  | 171  | 188  | 199  |

## Sehenswürdigkeiten
- Kirche Saint-Vincent aus dem 16. Jahrhundert

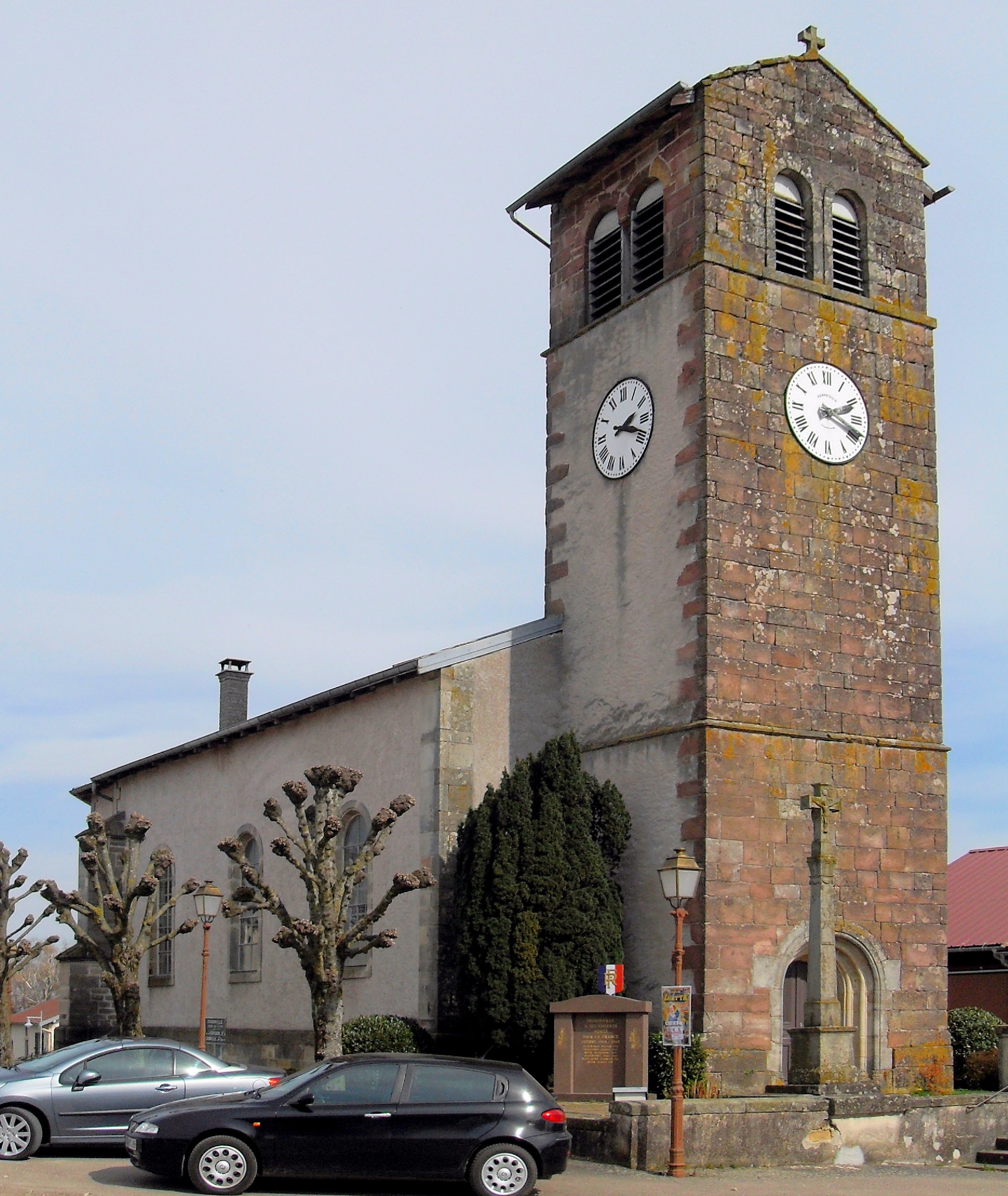
Kirche Saint-Vincent

- Kapelle
- vier Steinkreuze